# 圣捷尔吉沃尔吉
圣捷尔吉沃尔吉（匈牙利語：Szentgyörgyvölgy）是匈牙利佐洛州所辖的一个村，总面积29.58平方公里，总人口419，人口密度14.2人/平方公里（2010年1月1日）。